# Palais de Tauride
Pour les articles homonymes, voir Tauride (homonymie).
 (septembre 2014).
Si vous disposez d'ouvrages ou d'articles de référence ou si vous connaissez des sites web de qualité traitant du thème abordé ici, merci de compléter l'article en donnant les références utiles à sa vérifiabilité et en les liant à la section « Notes et références ».
Le palais de Tauride (en russe : Таврический дворец, Tavricheski dvorets) est un des palais les plus importants de Saint-Pétersbourg en Russie. La station de métro la plus proche est Tchernychevskaïa.

## Époque impériale
Le prince Grigori Potemkine, gouverneur de Tauride, une province du Sud de l'Empire russe (la Tauride est l'ancien nom de la Crimée), nomme son architecte préféré Ivan Starov pour construire sa résidence à Saint-Pétersbourg, alors capitale impériale. Le style est néo-palladien. Les plans de Starov incluent la construction d'un parc et d'un port devant le palais qui serait relié à la Neva par un canal. La construction du gigantesque bâtiment commence en 1783 et dure six ans.
Le 28 avril 1791, Potemkine, pour regagner les faveurs de l'impératrice Catherine II, organise un bal gigantesque et d'une magnificence historique. Le poète et homme politique Gavrila Derjavine en fait une longue description dans son ode Cascade. Néanmoins, Potemkine échoue à regagner l'affection de l'impératrice : il part en exil et meurt le 16 octobre 1791.
Le palais est considéré comme un modèle architectural et de nombreux nobles de l'empire en font le modèle de leur résidence.
Après la mort de Potemkine, l'impératrice rachète le palais et demande à l'architecte Fiodor Volkov de le transformer en maison d'été. Volkov construit un théâtre dans l'aile est, ainsi qu'une église dans l'aile ouest. Il modifie profondément le jardin en construisant le pavillon de l'Amirauté, une maison de jardinage, une orangerie, une véranda, des ponts et des grilles métalliques. La Vénus Tauride, une sculpture aujourd'hui conservée au musée de l'Ermitage, décore le palais de la fin du XVIIIe siècle au milieu du XIXe siècle.
La décoration des principales pièces est détruite après 1799 quand l'empereur Paul Ier, animé d'une rancune contre sa mère, donne le palais à son régiment de cavalerie préféré pour qu'il s'en serve de caserne.

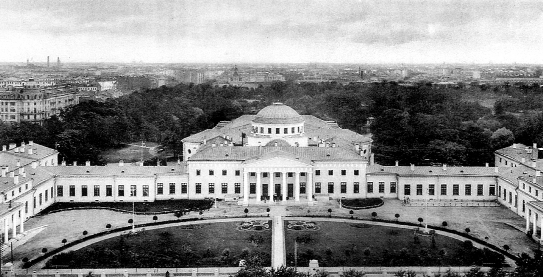
Le palais de Tauride et ses jardins au début du XX.

Au XIXe siècle, sous l'empereur Alexandre Ier, le palais est redécoré par les architectes Carlo Rossi et Vassili Stassov et redevient une résidence impériale. Il héberge les bals et des expositions.

## Siège de l'Assemblée
En 1906, le palais devient le siège de la Douma, la nouvelle assemblée impériale, mais dès juillet 1906, les troupes impériales interviennent, sur ordre de l'empereur Nicolas II, pour en interdire l'accès aux parlementaires. C'est la fin de la première Douma d'Empire. D'autres Douma se succèdent jusqu'à la révolution de Février en 1917. Le palais devient le siège du gouvernement provisoire et du soviet de Petrograd. Après la révolution d'Octobre, le bâtiment devient le siège de l'assemblée constituante russe de 1918 jusqu'à la dissolution de celle-ci par les bolcheviks. En mai 1918, les bolcheviks y tiennent le 7e congrès du POSDR, où le parti change de nom pour devenir le Parti communiste de Russie (bolchevik).
Le lieu perd son rôle éminent avec le déplacement de la capitale de l'URSS de Petrograd à Moscou et devient l'école du Parti communiste.
Depuis les années 1990, le palais de Tauride est le siège de l'assemblée interparlementaire des nations de la CEI.

## Notes et références

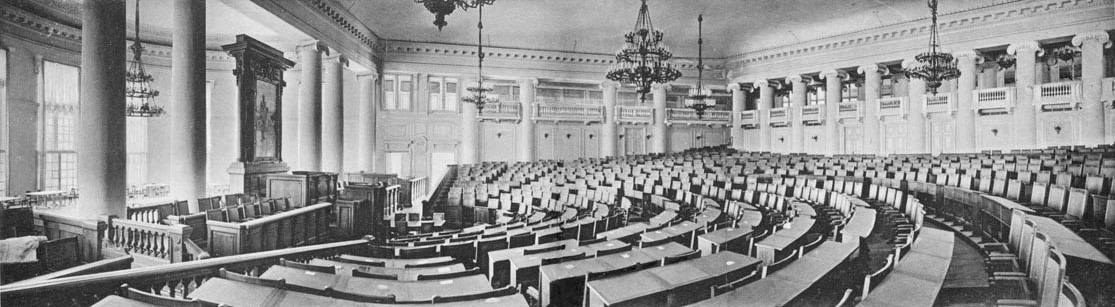
Hémicycle de la Première Douma (image actuelle).

## Source
- (en) Cet article est partiellement ou en totalité issu de l’article de Wikipédia en anglais intitulé « Tauride Palace » (voir la liste des auteurs).